# Первая Корё-киданьская война
Первая Корё-киданьская война — военный конфликт в X веке между королевством Корё и киданями возле современной границы между Китаем и КНДР. Корё-киданьские войны имели продолжение в виде второй и третьей военных кампаний.

## Предпосылки
В конце августа 993 года в Корё узнали о возможном нападении со стороны киданей. Король Сонджон быстро собрал армию, разделил её на три корпуса для того чтобы занять оборонительные рубежи на северо-западе. Передовые отряды армии Корё выдвинулись на северо-запад из района современного Анджу на южном берегу реки Чхончхонган. Серьёзность ситуации заставила Сонджона переехать из столицы в Пхеньян для личного контроля за операцией.

## Вторжение
В октябре того же года огромная киданьская армия (по хроникам около 800 тысяч человек) под командованием генерала Сяо Сунина вышла из Ляо и форсировала реку Ялуцзян, разделявшую два государства.
После череды ожесточённых боёв воины Корё сначала немного отступили под натиском киданей, затем остановили их недалеко от местечка Понсан. Окончательную победу когурёсцам принесла битва на реке Чхончхонган. После такого яростного отпора кидани решили не предпринимать больше попыток завоевать весь полуостров и стали задумываться о возможности мирных переговоров с Корё.

## Начало переговоров
Не добившись успеха на поле боя, кидани решили получить своё с помощью дипломатии. Генерал Сяо заявил претензии Ляо на бывшие земли Пархэ. Кроме того, в числе условий киданей было требование королю Сонджону стать вассалом императора Ляо и выплачивать ежегодную дань. Выдвинутые киданями требования стали предметом горячих дискуссий королевского дворца в Кэсоне. Одни придерживались точки зрения, что принятие условий Ляо приведёт к прекращению дальнейших набегов на Корё. Другая сторона, включая генерала Со Хыя, командира армейских частей, принимавших участие в отражении набега, считала, что Корё следует отвергнуть предложения киданей и выдвинуть свои условия.
Пока бюрократы спорили в Кэсоне, генерал Сяо внезапно форсировал реку Чхончхонган и оказался прямо перед штабом армии Корё в Анджу. Атака была отбита, однако ввергла военную и политическую элиту Корё в состояние, близкое к панике.

## Продолжение переговоров
Для того, чтобы успокоить корёскую знать, генерал Со Хый вызвался вести переговоры с генералом Сяо лично. Со Хый знал, что у Ляо очень напряжённые отношения с Китаем и использовал этот факт как инструмент давления. Со Хый выдвинул условия оставления за Корё, как преемника Когурё, бывших земель Пархэ, и кроме того, выдвинул претензии на Ляодунский полуостров и Маньчжурию.

## Итоги войны
В заключительном акте переговоров генерал Со получил уверения об оставлении за Корё прав на земли до реки Ялуцзян. Для киданей война закончилась безуспешно — они не только не достигли своих целей, но и потеряли часть земель к югу от Ялуцзяна.
После обмена пленными киданьская армия ушла за Ялуцзян. На следующий год Корё и Ляо возобновили дипломатические отношения. Для того, чтобы укрепить процесс сближения двух государств, Корё временно разорвало дипломатические отношения с Китаем.